# Manuchehri Damghani
Manuchehri Damghani (persiska: منوچهری دامغانی), död 1040, var en persisk diktare som verkade som hovpoet i Persien och Afghanistan. Han föddes i staden Damghan och begav sig till Tabaristan i norra Persien för att tjäna kung Manuchehr av den ziyaridiska dynastin. Från denne kung fick Manuchehri sitt författarnamn. Mot slutet av sitt liv verkade han under ghaznaviderna, främst sultan Masud I, son till sultan Mahmud av Ghazni.
Manuchehri är författare till en lyriksamling (Divan).